# Тихоокеанский корис
Тихоокеанский корис, или желтохвостый юнкер (лат. Coris gaimard) — вид небольших морских рыб из семейства губановых (Labridae).

## Ареал
Широко распространены в Индо-Тихоокеанской области. Живёт на небольшой глубине у коралловых рифов, среди скал и в водорослевых зарослях.

## Описание
Внешний вид рыб этого семейства, в частности, окраска, претерпевает большие изменения в течение всей жизни — от молоди до взрослых особей. Молодь имеет вытянутое тело с длинными спинным и анальным плавниками. У молодой особи очень яркий окрас: тело насыщенно-красного цвета с пятью белыми пятнами, окаймлёнными чёрной полоской вдоль спины и боков. Хвостовая часть представляет собой шестое белое пятно, хвостовой плавник прозрачный. Боковые и анальный плавники окаймлены чёрно-красными полосками.
Тело взрослой особи также вытянутое, но более массивное. Рот снабжен большими губами. Окрас может легко изменяться у каждой отдельной особи, но голова всегда остается красной с сине-зелёной полосой. Цвет тела тёмно-зелёный, к хвосту становится более тёмного оттенка. Сам хвост ярко-жёлтого цвета. По бокам тело украшено яркими голубыми пятнами, частота которых увеличивается к хвостовой части. Спинной и анальный плавники красноватые, покрытые крапинкой по краям. Пара вертикальных плавников лилового и красного цветов.
Максимальная длина тела достигает 40 см.

## Питание и естественные враги
Тихоокеанский корис питается моллюсками и ракообразными. Тихоокеанский корис обычно является добычей акул.

## Аквариумистика
Интерес к этой рыбе очень высокий, особенно к молодым особям, которые достигают 10 см в длину и имеют яркую окраску. Не все продавцы знают, что эти особи могут вырасти до 40 см и полностью изменить свой внешний вид.